# 미시마군

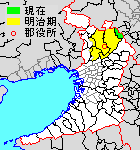
미시마군의 범위. 노란색은 메이지 시대의 영역, 초록색은 현재 영역

미시마군(일본어: 三島郡 미시마군[*])은 일본 오사카부에 있는 군이다.
인구 31,360명, 면적 16.81km², 인구밀도 1,866명/km².(2025년 3월 1일, 추계인구)
이하 1정으로 구성된다.
- 시마모토정(島本町)

## 군역
1896년 행정 구역으로 발족 당시의 군역은, 위의 1정 외에 대체로 아래 구역에 해당한다.
- 이바라키시·셋쓰시 전역
- 스이타시의 대부분
- 다카쓰키시의 대부분
- 도요나카시의 일부
- 미노오시의 일부
- 도요노군 도요노정의 일부

## 역사
원래 고대에 미시마군이 존재하고 있었지만 701년의 다이호 율령에 대해 미시마가미군과 미시마시모군으로 나뉘었고 그 이후에 시마카미군, 시마시모군으로 개칭했다.

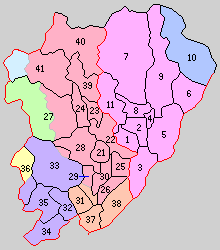
1.돈다촌 2.뇨제촌 3.산가마키촌 4.다카쓰키촌 5.오칸무리촌 6.고료촌 7.시미즈촌 8.아쿠타가와촌 9.이와테촌 10.시마모토촌 11.아부노촌 21.이바라키촌 22.미시마촌 23.아이촌 24.후쿠이촌 25.미조쿠이촌 26.미야지마촌 27.도요카와촌 28.가스가촌 29.미야케촌 30.다마쿠시촌 31.마시타촌 32.기시베촌 33.야마다촌 34.스이타촌 35.지사토촌 36.신덴촌 37.아지후촌 38.도리카이촌 39.이시카와촌 40.미야마촌 41.기요타니촌 (노랑:도요나카시 보라:스이타시 분홍:다카쓰키시 빨강:이바라키시 녹색:미노오시 등색:셋쓰시 하늘색:도요노군 도요노정 파랑:시마모토정)

- 1896년 4월 1일 - 군제 시행으로, 시마카미군·시마시모군의 구역을 가지고 마시마군이 발족.(32촌)
  - 구 시마카미군(11촌) - 돈다촌(富田村), 뇨제촌(如是村), 산가마키촌(三箇牧村), 다카쓰키촌(高槻村), 오칸무리촌(大冠村), 고료촌(五領村), 시미즈촌(清水村), 아쿠타가와촌(芥川村), 이와테촌(磐手村)(현 다카쓰키시), 시마모토촌(島本村)(현 시마모토정), 아부노촌(阿武野村)(현 다카쓰키시)
  - 구 시마시모군(21촌) - 이바라키촌(茨木村), 미시마촌(三島村), 아이촌(安威村), 후쿠이촌(福井村), 미조쿠이촌(溝咋村), 미야지마촌(宮島村)(현 이바라키시), 도요카와촌(豊川村)(현 이바라키시, 미노오시), 가스가촌(春日村)(현 이바라키시), 미야케촌(三宅村)(현 이바라키시, 셋쓰시), 다마쿠시촌(玉櫛村)(현 이바라키시), 마시타촌(味舌村)(현 셋쓰시), 기시베촌(岸部村)(현 스이타시), 야마다촌(山田村)(현 스이타시, 이바라키시), 스이타촌(吹田村), 지사토촌(千里村)(현 스이타시), 신덴촌(新田村)(현 도요나카시, 스이타시), 아지후촌(味生村), 도리카이촌(鳥飼村)(현 셋쓰시), 이시카와촌(石河村), 미야마촌(見山村)(현 이바라키시), 기요타니촌(清渓村)(현 이바라키시, 도요노군 도요노정)
- 1898년
  - 4월 1일 - 군제를 시행.
  - 10월 14일(2정 30촌)
    - 이바라키촌이 정제 시행으로 이바라키정(茨木町)이 됨.
    - 다카쓰키촌이 정제 시행으로 다카쓰키정(高槻町)이 됨.
- 1899년 4월 1일 - 스이타촌이 정제 시행으로 스이타정(吹田町)이 됨.(3정 29촌)
- 1925년 11월 1일 - 돈다촌이 정제 시행으로 돈다정(富田町)이 됨.(4정 28촌)
- 1929년 1월 1일 - 아쿠타가와촌이 정제 시행으로 아쿠타가와정(芥川町)이 됨.(5정 27촌)
- 1931년 1월 1일 - 다카쓰키정·오칸무리촌·시미즈촌·아쿠타가와정·이와테촌이 합병하여, 새로이 다카쓰키정이 발족.(4정 24촌)
- 1934년 9월 1일 - 뇨제촌이 다카쓰키정에 편입.(4정 23촌)
- 1935년 2월 11일 - 미조쿠이촌·미야지마촌이 합병하여, 다마시마촌(玉島村)이 발족.(4정 22촌)
- 1940년 4월 1일(4정 19촌)
  - 시마모토촌이 정제 시행으로 시마모토정(島本町)이 됨.
  - 스이타정·지사토촌·기시베촌이 도요노군 도요쓰촌과 합병하여 스이타시(吹田市)가 발족, 군에서 이탈.
- 1943년 1월 1일 - 다카쓰키정이 시제 시행으로 다카쓰키시(高槻市)가 되어, 군에서 이탈.(3정 19촌)
- 1948년
  - 1월 1일(2정 15촌)
    - 이바라키정·가스가촌·미시마촌·다마쿠시촌이 합병하여, 이바라키시(茨木市)가 발족, 군에서 이탈.
    - 아부노촌이 다카쓰키시에 편입.
- 1950년
  - 4월 1일 - 마시타촌이 정제 시행으로 마시타정(味舌町)이 됨.(3정 14촌)
  - 11월 1일 - 고료촌이 다카쓰키시에 편입.(3정 13촌)
- 1953년 7월 1일 - 신덴촌이 분리되어, 일부가 도요나카시에, 잔여부가 스이타시에 각각 편입.(3정 12촌)
- 1954년 2월 10일 - 아이촌·다마시마촌이 이바라키시에 편입.(3정 10촌)
- 1955년)
  - 4월 3일(3정 5촌)
    - 후쿠이촌·이시카와촌·미야마촌·기요타니촌이 이바라키시에 편입.
    - 산가마키촌이 다카쓰키시에 편입.

  - 10월 15일 - 야마다촌이 스이타시에 편입.(3정 4촌)
- 1956년)
  - 9월 30일(2정 2촌)
    - 마시타정·아지후촌·도리카이촌이 합병하여, 미시마정(三島町)이 발족.
    - 돈다정이 다카쓰키시에 편입.

  - 12월 1일 - 도요카와촌이 도요노군 미노오정에 편입. 미노오정은 당일 시제 시행으로 미노오시가 됨.(2정 1촌)
- 1957년)
  - 3월 30일 - 미야케촌이 이바라키시에 편입.(2정)
  - 7월 1일 - 미시마정이 이바라키시의 일부를 편입.
- 1960년 4월 1일 - 미시마정이 이바라키시의 일부를 편입.
- 1966년 11월 1일 - 미시마정이 시제 시행과 개칭으로 셋쓰시(摂津市)가 되어, 군에서 이탈.(1정)